# Осоїця
Осої́ця (болг. Осоица) — село в Софійській області Болгарії. Входить до складу общини Горішня Малина.

## Населення
За даними перепису населення 2011 року у селі проживали 239 осіб, з них 229 осіб (99,1%) — болгари.
Розподіл населення за віком у 2011 році:
Динаміка населення: